# Balnain House

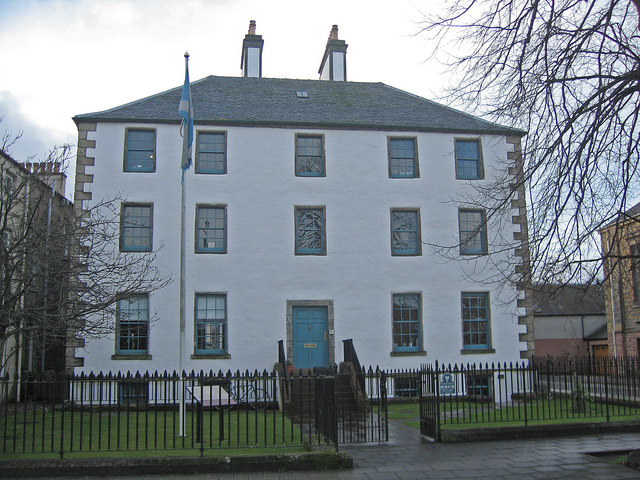
Balnain House

Balnain House ist eine Villa in der schottischen Stadt Inverness in der Council Area Highland. 1971 wurde das Bauwerk in die schottischen Denkmallisten in der höchsten Denkmalkategorie A aufgenommen.

## Beschreibung
Balnain House steht an der Einmündung der Balnain Street in die Huntly Street gegenüber dem historischen Zentrum von Inverness. Die Huntly Street verläuft entlang des linken Ufers des Ness. Balnain House blickt über den Ness auf die Old High Church und die Free North Church zu welcher die Greig Street Bridge als Fußgängerbrücke über den Ness führt. Die heute profanierte Queen Street Church liegt direkt rechts gegenüber.
Die Villa Balnain House wurde im Jahre 1726 errichtet. Die Fassaden des dreigeschossigen Gebäudes sind mit Harl verputzt, wobei die Natursteinfaschen und Ecksteine ausgenommen sind. Seine nordostexponierte, dem Ness zugewandte Hauptfassade ist fünf Achsen weit. Das zentrale Hauptportal ist über eine kurze Freitreppe zugänglich. Die Villa schließt mit einem schiefergedeckten Walmdach mit firstständigen Kaminen.
An der Gebäuderückseite befindet sich ein kleines Cottage mit Garten. Dieses wurde im Jahre 1867 errichtet. Mit dem Entwurf wurde der schottische Architekt Alexander Ross betraut.